# Solo contra sí mismo
Solo contra sí mismo (título original: Ondskan), en España "El Mal", en Latinoamérica "Infierno", es una película sueca del 2003 dirigida por Mikael Håfström. Es basada en la novela de 1981 Ondskan de Jan Guillou.

## Argumento
Erik Ponti es un adolescente de 16 años con un carácter explosivo y violento. Maltratado por su padrasto, se refugia en peleas entre estudiantes. Cuando es expulsado de su escuela, su madre lo envía a un internado con la esperanza de romper con su pasado y continuar sus estudios de tercero medio(12.º año). Allí la educación es muy estricta, los profesores educan en el aula, pero fuera de ella, educan los alumnos de bachillerato con unos castigos excesivamente crueles, generando un tipo de acoso escolar.
La realidad es que Erick Ponti deberá elegir entre no actuar ante el acoso, a cambio de no ser expulsado, y así no frustrar su oportunidad de graduarse de nivel medio, o responder a los acosos, y correr el riesgo.
Erik Ponti tiene una relación amorosa-sexual con la cocinera Marja quien luego es despedida ya que queda embarazada de Ponti.

## Premios

### Premios Óscar
| Categoría                 | Resultado |
| ------------------------- | --------- |
| Mejor película extranjera | Nominada  |